# فورست لاج، نیو ساوت ولز
فورست لاج (به انگلیسی: Forest Lodge) یک حومه شهر در استرالیا است که در نیو ساوت ولز واقع شده‌است.